# Воздвиженська вулиця (Зіньків)
Вулиця Воздвиженська — центральна вулиця міста Зінькова (районний центр Полтавської області), на якій розташовані головні зіньківські державні установи, заклади культури, організацї, торговельні підприємства.

## З історії та об'єкти
Колишня назва вулиці вказує на напрямок, куди вона вела — Полтавська.
На Воздвиженській вулиці в Зінькові розташовані головні міські і районні державні установи, заклади, численні об'єкти міської інфраструктури, підприємства:

Зіньківська міська рада

Районний будинок культури

Будинок № 63

- буд. № 3 — Зіньківський консервний завод;
- буд. № 3 — Зіньківський хлібокомбінат;
- буд. № 10 — Христо-Різдвяний храм (УПЦ МП);
- буд. № 14 — Зіньківський ринок;
- буд. № 17 — ТОВ «Зіньківський інкубатор»;
- буд. № 20 — Зіньківський ліцей імені М.К. Зерова;
- буд. № 22 — Комунальний заклад «Зіньківська спеціалізована дитячо-юнацька школа олімпійського резерву з гандболу»;
- буд. № 36 — Зіньківський вузол поштового зв'язку Полтавської дирекції «Укрпошти» і Центр електрозв'язку № 1 «Укртелекому»;
- буд. № 38 — Зіньківський міський будинок культури;
- буд. № 40 — Зіньківська районна державна адміністрація;
- буд. № 42 — Зіньківська дитяча музична школа і Зіньківський районний народний історичний музей;
- буд. № 49 — Зіньківський районний центр зайнятості населення;
- буд. № 63 — Зіньківське відділення Державної податкової адміністрації України[2];
- буд. № 64 — Державна виконавча служба у Зіньківському районі і Зіньківське районне управління юстиції;
- буд. № 67 — Зіньківська міська рада;
- буд. № 82 — Державне професійно-технічне училище № 25;
- буд. № 89 — ясла-садок № 2 «Сонечко».

На вулиці розташовані також численні інші установи і закладимагазини, відділення декількох банків, осередки обласних, районних і міських громадських організацій, політичних партій, рухів і блоків.
Забудова зіньківської Воздвиженської вулиці — частково історична і радянська. На вулиці, зокрема, збереглися пам'ятки архітектури: будинки колишньої гімназії (буд. № 20, тепер спеціалізована школа № 2), збудований у 1920 році; колишнього міського готелю (буд. № 63, тепер відділення ДПА, відділення Ощадбанку та ін.), збудований у 1912 році (обидва — в стилі модерн), будинок Воздвиженка (1897) та інші.
На вулиці встановлені: за СРСР — комсомольцям-землякам, загиблим 1941—45 (1957), упорядковані могили воїнів, полеглих 1943 (пам'ятник 1946, реконструйований 1967), могила Героя Радянського Союзу М. К. Саранчі (пам'ятник 1961), могила і пам'ятник Саші Саранчі (1982); за незалежності України — пам'ятна стела на честь 400-річчя Зінькова (2004).

## Виноски
1. ↑  Розпорядження міського голови Про повернення історичних назв та перейменування вулиць, провулків, парків м. Зіньків та сіл міської ради. Архів оригіналу за 7 березня 2016. Процитовано 6 березня 2016.
2. ↑  Інформація на сайті Державної податкової адміністрації України. Архів оригіналу за 28 червня 2011. Процитовано 22 квітня 2011.
3. ↑  Зіньків: довідник підприємств на bizinua.info. Архів оригіналу за 7 березня 2016. Процитовано 22 квітня 2011.